# Верхньобіккузіно
Верхньобікку́зіно (рос. Верхнебиккузино, башк. Үрге Бикҡужа) — присілок у складі Кугарчинського району Башкортостану, Росія. Входить до складу Нижньобіккузінської сільської ради.
Населення — 214 осіб (2010; 227 в 2002).
Національний склад:
- башкири — 65%
- татари — 33%